# Аль-Удейд (авіабаза)
25°07′02″ пн. ш. 51°18′54″ сх. д. / 25.117316666667° пн. ш. 51.315° сх. д.
Авіабаза Аль-Удейд (قاعدة араб. العديد الجوية) — одна з двох військових баз на південний захід від Дохи, Катар, також відома як аеропорт Абу-Нахла (араб. مطار أبو نخلة).
Тут розміщені Повітряні сили еміра Катару, Повітряні сили США (USAF), Королівські повітряні сили Великої Британії (RAF) та інші іноземні війська, а також передова штаб-квартира Центрального командування США, штаб-квартира Центрального командування Повітряних сил США, 83-тя експедиційна авіаційна група Королівських ВПС та 379-те експедиційне повітряне крило Повітряних сил США.
Станом на червень 2017 року, на базі розміщувалося 11 тис. військовослужбовців американських та коаліційних сил проти ІДІЛ, а також понад 100 оперативних літаків.

## Історія

### Повітряні сили США

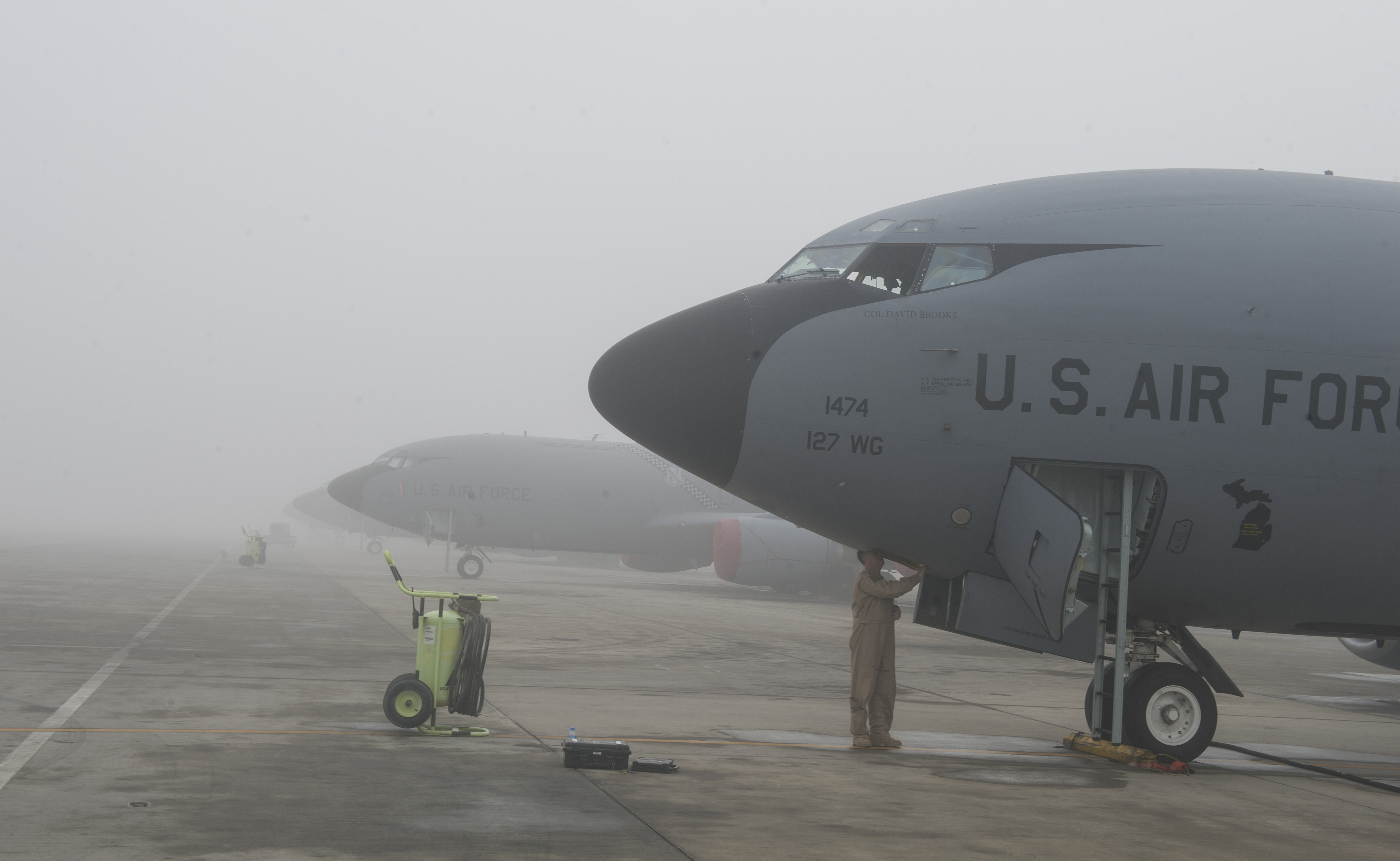
Boeing KC-135 Stratotanker ВПС США на авіабазі Аль-Удейд у 2017 році

Після спільних військових операцій під час операції «Буря в пустелі» в 1991 році Катар і США уклали Угоду про співпрацю в галузі оборони, яка згодом розширили. У 1996 році Катар побудував авіабазу Аль-Удейд вартістю понад 1 мільярд доларів. США вперше використали тодішню секретну базу наприкінці вересня 2001 року, коли ВПС США (USAF) розмістили літаки для своїх операцій в Афганістані.
США мають майже 40 000 військовослужбовців на Близькому Сході. П'ятий флот США базується в Бахрейні та має 28 000 військовослужбовців у Кувейті, Бахрейні та Катарі. Королівства, включаючи Катар, покривають 60 відсотків витрат, близько 650 мільйонів доларів.

Офіційне визнання існування бази відбулося у березні 2002 року, коли віцепрезидент США Дік Чейні зупинився там під час поїздки до регіону з групою репортерів. У квітні 2003 року, невдовзі після початку вторгнення США до Іраку, Центр бойових повітряних операцій США на Близькому Сході перемістився з авіабази Принца Султана в Саудівській Аравії до того часу резервного штабу, побудованого роком раніше в Катарі, який вважався зручнішим місцем для базування американських військ.
Аль-Удейд та інші об'єкти в Катарі служать логістичними, командними та базуовими центрами для зони операцій Центрального командування США (CENTCOM), а також контролюють повітряні операції США в таких країнах, як Ірак, Афганістан та Сирія.

### Британські військово-повітряні сили
У 2004-09 рр. авіабаза використовувалася Королівськими ВПС транспортними та швидкісними реактивними літаками для підтримки операції «Телік» (війна в Іраку) та операції «Геррік» (війна в Афганістані).

Серед них було від 6 до 8 літаків Tornado GR4, взятих з різних частин Королівських ВПС, а також кілька літаків Vickers VC10 зі складу 101-ї ескадрильї Королівських ВПС. Британські літаки Tornado були оснащені різноманітним озброєнням, а саме розвідувальним модулем Vicon, прицільною гондолою LITENING, фугасними бомбами вагою 1000 фунтів, лазерно-навідними бомбами Paveway II та Paveway III, а також розвідувальним модулем RAPTOR.
Їх обрали за їхню актуальність та сучасний стан модифікації.

Літаки Королівських ВПС супроводжували авіаційні інженери та персонал, який виконував допоміжні та оперативні обов'язки.
З 20 березня по 15 квітня 2003 року авіакрило Аль-Удейд Королівських ВПС здійснило 268 бойових вильотів проти уряду Саддама Хусейна в Іраку на початку війни в Іраку.

### Королівські повітряні сили Австралії
У 2003 році Австралія також використовувала авіабазу у складі коаліційних сил під час вторгнення в Ірак, 14 винищувачів F/A-18 Hornet з 75-ї ескадрильї Королівських ВПС Австралії базувалися в Аль-Удейді разом з двома морськими патрульними літаками P-3 Orion та трьома військово-транспортними літаками C-130 Hercules.
На ранніх етапах війни Hornets виконували тривалі місії з супроводу та захисту літаків раннього радіолокаційного виявлення AWACS коаліції та літаків-заправників, що використовувалися для дозаправлення в повітрі.
Пізніше, коли загроза для літаків коаліції зменшилася, Hornets перейшли на наземні штурмові та бойові завдання та використовувалися для атак на іракські наземні сили за допомогою лазерно-керованих бомб. Orions виконували тривалі місії над Перською затокою, відстежуючи судна, стримуючи контрабанду та захищаючись від загрози, що виходила від човнів-смертників.
Hercules доставляли припаси та обладнання до Іраку, а пізніше доставляли першу гуманітарну допомогу до Багдада. 14 Hornets Королівських ВПС Австралії здійснили понад 670 бойових вильотів під час війни, з них 350 бойових вильотів над Іраком.

### Іранські ракетні удари
23 червня 2025 року, у відповідь на операцію США «Опівночний молот», метою якої були ядерні об'єкти, Іран розпочав ракетні удари по військовій базі незадовго до 20:00 UTC+3, після того, як Катар закрив свій повітряний простір. Після цього відбулися вибухи в Досі. Однак Катар заявив, що жертв немає і що всі ракети перехоплено.

## Використання, 2025 р

### Повітряні сили Катару
Авіабаза Аль-Удейд є головним штабом ВПС Катару, хоча деякі з їхніх ескадрилей базуються, зокрема, в міжнародному аеропорту Дохи.

### Склад[19]
- Авіаційний коледж аль-Заім Мохамед Бін Абдулла аль Аттія
  - 6-та ескадрилья з вертольотами Eurocopter AS350 Écureuil та AgustaWestland AW169(інші мови)
  - 31-ша ескадрилья з літаками PAC MFI-17 Mushshak(інші мови) та Pilatus PC-21
  - Ескадрилья з літаками Pilatus PC-24
- Група повітряних перевезень
  - 10-та транспортна ескадрилья з Boeing C-17A Globemaster III
  - 12-та транспортна ескадрилья з літаками Lockheed Martin C-130J Super Hercules
- Авіакрило 3
  - 20-та ескадрилья з AgustaWestland AW139
  - 41-ша ескадрилья з Boeing AH-64E Apache
- Міжнародна школа льотної підготовки (IFTS)
  - Ескадрилья з головним літаком Aermacchi M-346
- Авіакрило 5
  - 51-ша ескадрилья з F-15E Strike Eagle
  - 52-а ескадрилья з F-15QA
  - 53-тя ескадрилья з F-15QA

### Королівські військово-повітряні сили
Після виведення британських винищувачів «Торнадо» та VC10 влітку 2009 року до інших місць розташування, діяльність Королівських ВПС в Аль-Удейді скорочено.

З 2014 року базу використовували як штаб-квартиру для участі Великої Британії в авіаударах проти ІДІЛ в Іраку (операція «Шейдер»).

Королівські ВПС офіційно розмістили на базі літак радіорозвідки RC-135 Rivet Joint для польотів над Іраком та Сирією, хоча цей літак був сфотографований під час польотів з міжнародного аеропорту Ханья на Криті.

### Повітряні сили США

#### Військове співробітництво та іноземна допомога
З огляду на свою невелику територію та мале населення, Катар значною мірою покладається на зовнішнє співробітництво та підтримку своєї безпеки.
Катар інвестував понад 1 мільярд доларів США у будівництво аеродрому Аль-Удейд в 1990-х роках; на той час у нього не було власних великих військово-повітряних сил.
Інженерний корпус армії США також уклав контракти на понад 100 мільйонів доларів з Військово-будівельними силами ВПС (MCAF) на будівництво американських складських, житлових, сервісних, командних та комунікаційних об'єктів.

На початку червня 2017 року Пентагон заявив, що дипломатичний розрив та напруженість між Катаром та деякими його арабськими сусідами не вплинуть на операції США на авіабазі.

У червні 2019 року на базі вперше розмістили винищувачі F-22 Raptors.

Через місяць було оголошено про фінансування розширення бази Катаром,

яке коштуватиме 1,8 мільярда доларів.

### Наземні підрозділи
- Корпус морської піхоти США (USMC) морської тактичної радіоелектронної боротьби 3 (VMAQ-3) «Moondogs» з 17 лютого 2014 року, з винищувачами Northrop Grumman EA-6B Prowler[27] до 9 серпня 2014 року.[28]

## Асигнування та дозволи Конгресу
Закон про національне забезпечення оборони на 2008 фінансовий рік (PL 110—181) дозволив витратити 81,7 мільйона доларів у 2008 фінансовому році на будівництво нових об'єктів ВПС та спеціальних операцій у Катарі. 

Закон про національне забезпечення оборони на 2009 фінансовий рік (PL 110—417) дозволив витратити 69,6 мільйона доларів у 2009 фінансовому році на будівництво нових об'єктів Повітряних сил та спеціальних операцій. 

Закон про національне забезпечення оборони на 2010 фінансовий рік (PL 111-84) дозволив витратити 117 мільйонів доларів у 2010 фінансовому році на будівництво нових рекреаційних, гуртожитків та інших об'єктів ВПС в Аль-Удейді. 